# Roman Mars
Roman Mars (* 16. Oktober 1974 in Oberlin (Ohio)) ist ein US-amerikanischer Radio-Produzent. Am bekanntesten ist er für die KALW-Sendung und den Podcast 99 % Invisible sowie für die Gründung des Podcast-Kollektivs Radiotopia, das einen Versuch darstellt, „die Radiolandschaft zu erweitern und Shows zu machen, die nicht an die Konventionen von National Public Radio gebunden sind.“
In der Übersicht der kreativsten Personen 2013 des Magazins für Führungskräfte Fast Company belegte er den 63. Platz.

## Leben
Mars wurde im Herbst 1974 in der Kleinstadt Oberlin im US-Bundesstaat Ohio geboren. Er erwarb am dortigen Oberlin College den Abschluss Bachelor of Arts in Biologie und arbeitete als Postgraduate im Bereich der Pflanzengenetik an der University of Georgia. Er lebte in San Francisco, zog im Jahr 2005 nach Chicago und kehrte 2008 wieder nach San Francisco zurück.
Mars ist seit Anfang der 2000er Jahre mit Mae Marecek verheiratet. Das Paar hat Zwillingssöhne, die Anfang Dezember 2006 geboren wurden. Einer seiner Söhne erhielt laut Mars den Vornamen Mazlo, weil dieser ihm typografisch besser gefiel als das Vorbild „Maslow“.

## Werk

### 99% invisible

Logo und Cover von 99 % invisible

Am 3. September 2010 erschien die erste Folge des Podcasts 99 % invisible mit dem Thema „99 % Noise“. In der Episode, die etwas über vier Minuten dauerte, ging es um akustisches Raumdesign, Stadt-Klanglandschaften und die Frage, wie man die Raum-Geräuschkulisse angenehm gestalten kann. Während die ersten zwölf Folgen jeweils den Namensbestandteil „99 %“ enthielten, wurde er in weiteren über 360 Folgen (Stand: 3. September 2019) nicht mehr benutzt.
Thematisch beschäftigen sich die Folgen mit den Themen Architektur und Design und deren täglichem Einfluss auf das Leben. Die Show, die zunächst vom KALW-Radiosender und dem American Institute of Architects finanziert, jedoch von Mars zu Hause produziert wurde, trägt sich seit 2013 hauptsächlich über eine Kickstarter-Kampagne sowie über freiwillige Spenden und einige Sponsoren, wie die Unternehmen Casper Sleep, Slack oder Toyota. Laut eigenen Angaben konnte der Podcast zu einem eigenen Unternehmen aufgebaut werden, das jetzt ein Gebäude in Oakland belegt.
Roman Mars trat 2015 bei der TED-Konferenz in Vancouver auf. Dort wiederholte er live auf der Bühne eine Folge seines Podcasts über Stadtflaggen und stellte dar, warum diese die am schlechtesten designten Dinge sein könnten. Über den YouTube-Kanal von TED wurde der Vortrag bislang über 4 Millionen Mal angesehen. Als Reaktion auf das Video gab die Stadt Cedar Rapids bekannt, ihre Stadtflagge neu gestalten lassen zu wollen. Mars hatte sich vorher auf eine Liste der American Vexillological Association mit den am schlechtesten designten Stadtflaggen gestützt und sie danach aufgeführt.
Der Podcast nimmt in der iTunes-Bestenliste der am meisten gehörten Podcasts Platz acht unter allen Podcasts ein und Platz eins in der Kategorie „Kunst und Design“. Der Name des Podcasts entstammt einem Zitat des Architekten Buckminster Fuller, der sagte 

“Ninety-nine percent of who you are is invisible and untouchable.”

„99 Prozent dessen, was Sie sind, ist unsichtbar und unberührbar.“

### Radiotopia
Zusammen mit der Hörfunk-Organisation Public Radio Exchange (PRX) gründete Mars 2014 das Podcast-Kollektiv Radiotopia. Aufgabe dieses Kollektivs ist die Finanzierung, Förderung und ideelle Unterstützung der angeschlossenen Künstler. Roman Mars selbst sieht Radiotopia mehr als Plattenlabel, das für bestimmte Werte und eine gewisse Weltanschauung steht, gleichzeitig aber auch Verantwortung für die Podcaster übernimmt. So konnte aus den Mitteln der Crowdfunding-Kampagne bei Kickstarter.com 2013 eine Krankenversicherung für die Mitglieder eingerichtet werden. Nach eigenen Angaben hatte er das zehn Jahre lang davor bei Radiosendern versucht, konnte dort jedoch nur als (selbstständiger) Auftragnehmer arbeiten. Darüber hinaus will er mit Radiotopia eine größere Vielfalt in die Welt des Rundfunks bringen, die er als „Haufen weißer Männer“ (bunch of white men) wahrnimmt. Zu diesem Zweck verfügt Radiotopia über einen Modell-Fonds, mit dem auch Leute engagiert werden können, die noch nichts mit Hörfunk zu tun hatten.
Radiotopia finanziert sich aus rund 15.000 freiwilligen Mitgliedschaften von Zuhörern, die im Jahr 2017 durchschnittlich 7 $ pro Monat zahlten. Dazu kommen Sponsoren, wie die Unternehmen Babbel, Wix oder HelloFresh Kanada. Radiotopia kam so mit 17 angeschlossenen Podcasts im Jahr 2017 auf rund 18 Millionen monatliche Downloads. Laut eigenen Angaben konnte sich diese Zahl noch mal auf 19 Millionen monatliche Downloads steigern.
Laut dem Magazin Wired sind vor allem sehr sanft sprechende Podcaster dem Kollektiv angeschlossen, die dem Hörer das Gefühl vermitteln, die Stimme sei direkt im Kopf des Hörers.